# Calosoma auropunctatum
Espèce
Calosoma auropunctatum, le calosome à points d'or, est une espèce d'insectes coléoptères prédateurs de la famille des carabidés.

## Synonyme
- Campalita auropunctatum (Herbst, 1784)

## Description
Corps noir long d'environ 18-30 mm, élytres noirs ornés de trois rangées de petits points verts dorés. Capable de voler; vient aux lumières.

## Distribution
Localisé. Toute l'Europe (sauf Sud-Ouest, îles Britanniques et méditerranéennes), à l'Est jusqu'à l'Anatolie, l'Asie centrale, l'Ouest de la Chine, la Mongolie.

## Biologie
L'adulte peut voler; larves et adultes chassent préférentiellement la nuit, ils mangent les larves et les pupes de lépidoptères Noctuidés, mais mangent aussi d'autres petits arthropodes. Habitats ouverts plutôt secs: champs de céréales, vignes, jardins maraîchers. Présence: Avril-Octobre. Très raréfié dans le courant du XXe siècle.